# بيسكوتر بغاسين (سيارة)
بيسكوتر بغاسين, (بالإسبانية: Biscúter Pegasin)‏, سيارة رياضية إسبانية من إنتاج شركة بيسكوتر تّم الكشف عنها عام 1957 في محاولة لجذب المُشترين الأثرياء. سرعة مُحركها 7 كيلو وأقصى سرعة لها تبلغ 75 كلم / ساعة (47 ميلاً في الساعة).
في عام 1960 تم إيقاف بيعها وإنتاجها وذلك بعد صنع أكثر من 12,000 سيارة، ويُعتقد أنه تم تفكيك ما تبقى من هذه السيارات في نهاية المطاف.